# فيل إستس
فيل إستس (بالإنجليزية: Phil Estes)‏ هو مدير فني أمريكي، ولد في 7 يونيو 1958 في سيدار رابيدز في الولايات المتحدة.